# Hadwig Pfeifer-Lantschner
Hadwig „Hadi“ Pfeifer-Lantschner (* 22. September 1906 in Innsbruck; † 10. Dezember 2002 ebenda; geborene Hadwig Lantschner) war eine österreichisch-deutsche Skirennläuferin. Sie wurde 1935 Vizeweltmeisterin in der Abfahrt.

## Biografie
Hadwig Lantschner gehörte ebenso wie ihre Geschwister Inge, Otto, Gustav und Gerhard zur erfolgreichen Lantschner-Skifamilie. Nach der Matura schloss sie ihre Ausbildung zur Krankenschwester ab, erst danach begann sie intensiv mit dem Skisport. Schon bald wurde sie zu einer guten Allrounderin und feierte 1931 in Abfahrt und Kombination von St. Anton ihre ersten Siege. 
Bei den Weltmeisterschaften 1932 in Cortina d’Ampezzo gewann Lantschner die Bronzemedaille in der Abfahrt und in der Kombination, jeweils hinter ihrer Schwester Inge. Im Slalom verpasste sie nur knapp das Podest und wurde Vierte. Wenige Wochen später siegte sie bei den Arlberg-Kandahar-Rennen in St. Anton in der Abfahrt, im Slalom und in der Kombination. 1933 gewann Lantschner auch alle drei Bewerbe in Garmisch. Die Weltmeisterschaften in ihrer Heimatstadt Innsbruck verlief aber enttäuschend. In der Abfahrt erreichte sie nur den sechsten Rang, im Slalom fiel sie bereits im ersten Durchgang aus und vergab damit auch die Chance auf eine Kombinationsmedaille. Im nächsten Winter waren ihre besten Resultate der zweite Platz in der Abfahrt und der dritte Platz in der Kombination der SDS-Rennen in Grindelwald. An den Weltmeisterschaften 1934 konnte sie, wie alle anderen Österreicher, wegen der politischen Geschehnisse nicht teilnehmen.
Nach ihrer Heirat mit einem deutschen Sportlehrer startete Pfeifer-Lantschner ab der Saison 1935 für den deutschen Skiverband und wurde bei den Weltmeisterschaften 1935 in Mürren Vizeweltmeisterin in der Abfahrt hinter Christl Cranz. Im Slalom fuhr sie auf Rang acht und in der Kombination belegte sie Rang fünf. Im folgenden Jahr erreichte sie bei den Olympischen Winterspielen 1936 in Garmisch-Partenkirchen im erstmals ausgetragenen Alpinbewerb den fünften Rang.
Nach dem Winter 1936 beendete Pfeifer-Lantschner ihre aktive Karriere und zog sich ins Privatleben zurück.

## Erfolge

### Olympische Winterspiele
- Garmisch-Partenkirchen 1936: 5. Kombination

### Weltmeisterschaften
- Cortina d’Ampezzo 1932: 3. Abfahrt, 3. Kombination, 4. Slalom
- Innsbruck 1933: 6. Abfahrt
- Mürren 1935: 2. Abfahrt, 5. Kombination, 8. Slalom